# Alcima orbitale
Alcima orbitale är en stekelart som först beskrevs av Johann Ludwig Christian Gravenhorst 1829.  Alcima orbitale ingår i släktet Alcima och familjen brokparasitsteklar. Arten är reproducerande i Sverige. Inga underarter finns listade i Catalogue of Life.

## Bildgalleri

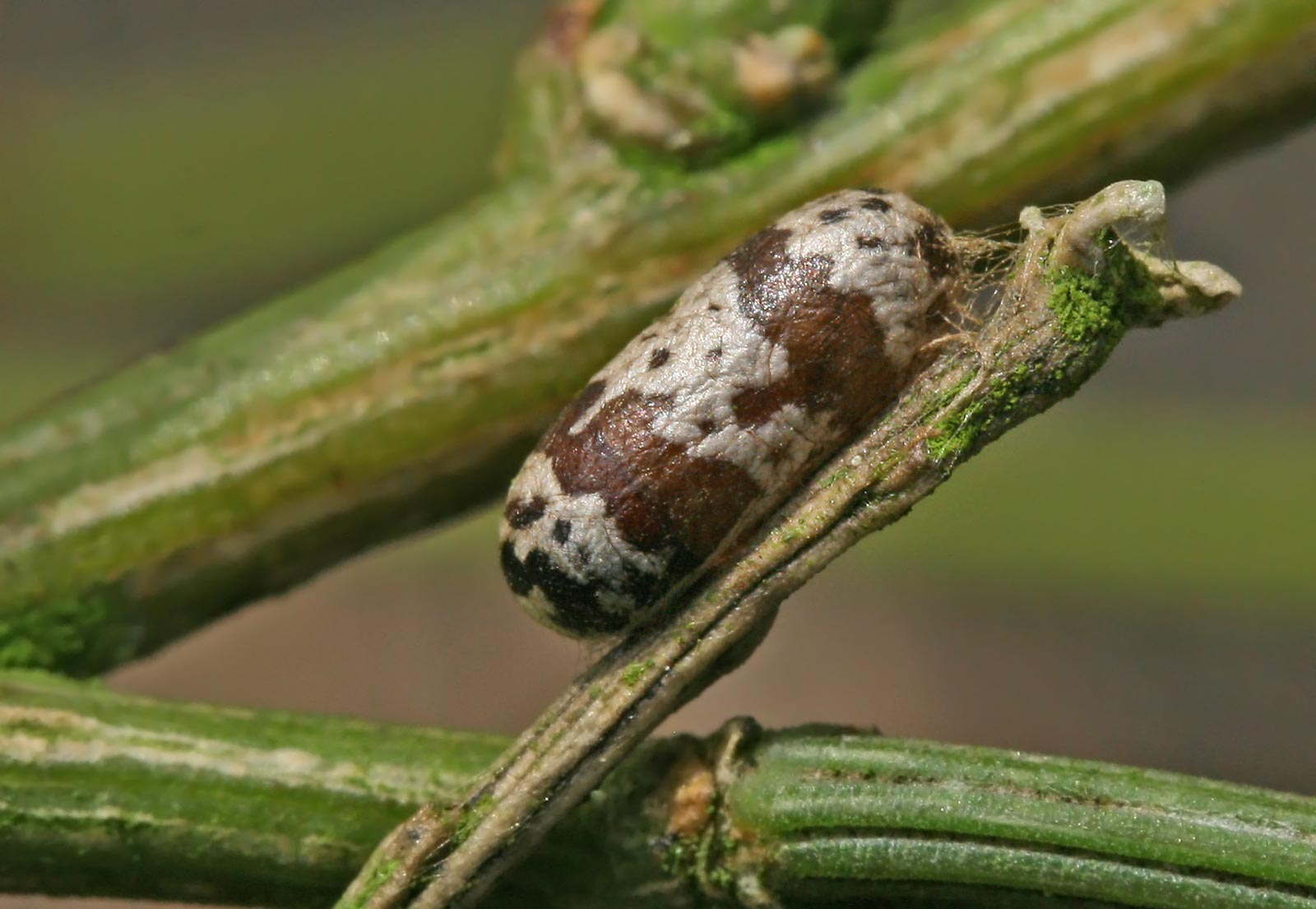
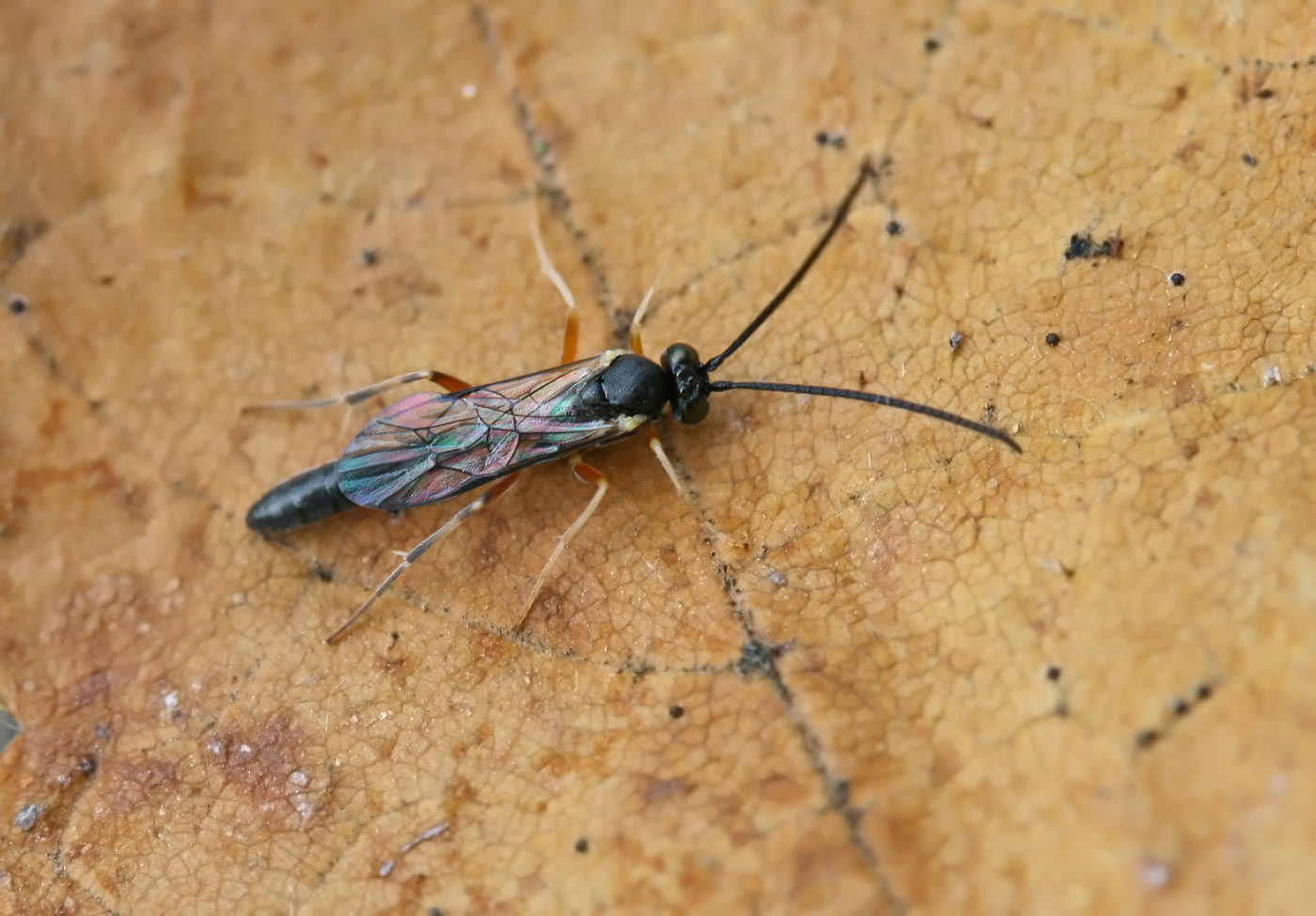